# HD344669
HD344669 — хімічно пекулярна зоря спектрального класу
A2 й має видиму зоряну величину в смузі V приблизно 8,9.

## Пекулярний хімічний склад
Зоряна атмосфера HD344669 має підвищений вміст
Si
.